# Bijtanken in de lucht
Bijtanken in de lucht is de procedure waarbij een vliegtuig bijtankt in volle vlucht uit een tankvliegtuig. Dat betekent dat het vliegtuig langer in de lucht kan blijven en zo zijn vliegbereik vergroot, maar niet zijn actieradius. Zo kan een vliegtuig onbeperkt lang in de lucht blijven. Beperkende factoren zijn natuurlijk de bemanning, het verbruik van smeermiddelen en slijtage van onderdelen.
Bij het opstijgen verbruikt een vliegtuig veel brandstof. Als het vliegtuig een grote afstand moet vliegen, is bijtanken in de lucht een optie om daarmee het noodzakelijke bereik te behalen. Een ander voordeel is dat het vliegtuig kan opstijgen met minder brandstof en meer vracht. Ten slotte kan het vliegtuig met minder brandstof opstijgen met een kortere aanloop, zodat een korte startbaan mogelijk is. Deze procedure werd onder andere toegepast bij de Lockheed SR-71.
De tanker kan speciaal gebouwd zijn als tanker (zoals de Boeing KC-135 Stratotanker) of een bestaand vliegtuig kan uitgerust worden met extra brandstoftanks. Het specialisatie van vliegen in het kielzog van de tanker (formatievliegen) en de speciale apparatuur die nodig is beperken de procedure van bijtanken in de lucht tot de militaire luchtvaart. Bij grote militaire operaties wordt in de lucht tanken zeer veel toegepast. Bijvoorbeeld in 1991 bij de bezetting van Koeweit en in 2003 bij de oorlog tegen Irak werden veel coalitievluchten in de lucht bijgetankt.

## Geschiedenis en ontwikkeling

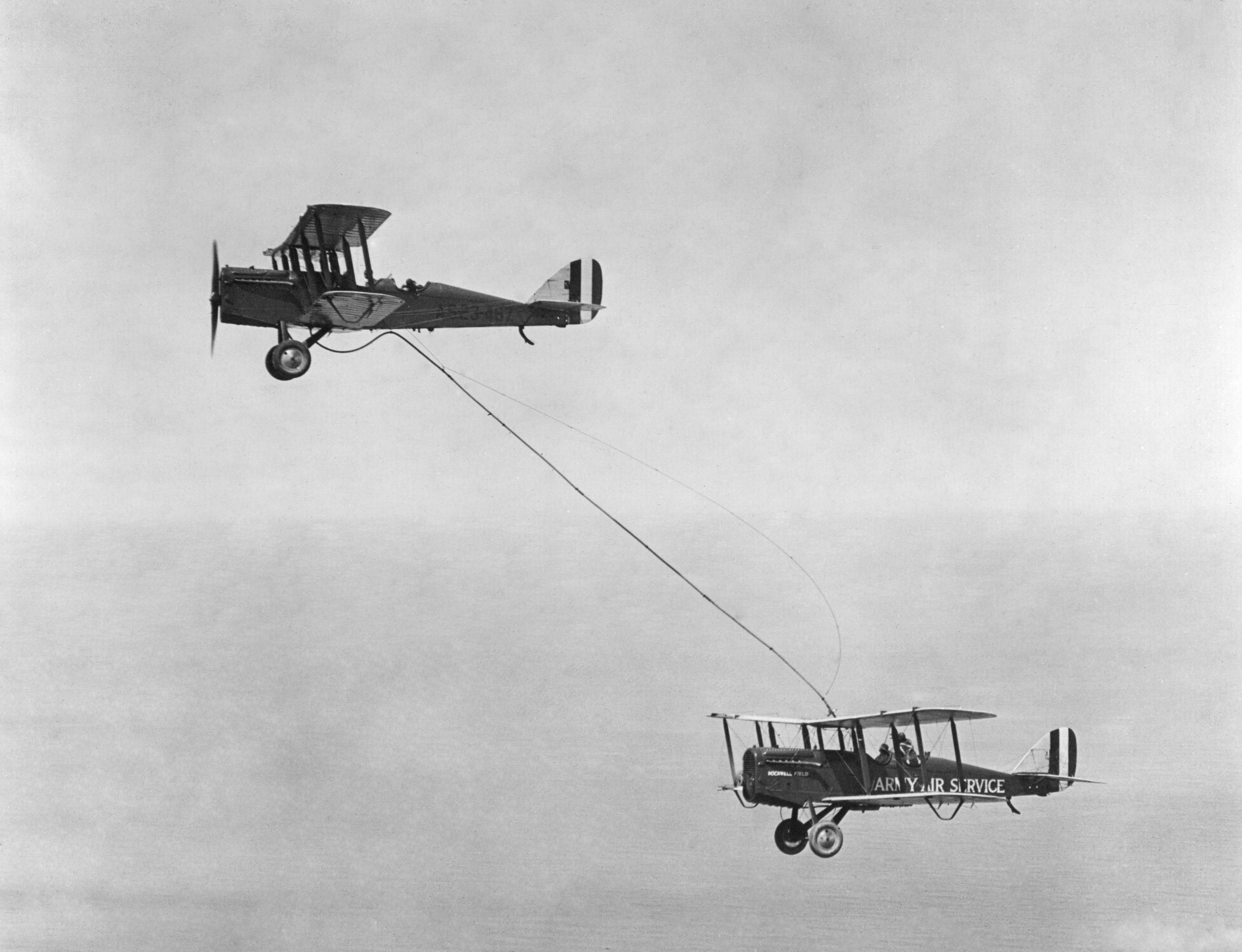
Kapt. L.H. Smith en Lt. J.P. Richter tanken als eersten bij in de lucht op 27 juni 1923 van een vliegtuig gevlogen door Lt. V. Hine en 1e Lt. F.W. Seifert

De eerste pogingen hadden plaats in de jaren 20 toen twee vliegtuigen langzaam in formatie vlogen. Het bovenste had een losse brandstoftank aan boord. Een gewone slang hing van die tank in de vulopening van het onderste vliegtuig.
Op 27 juni 1923 bleef een De Havilland-4B tweedekker 37 uur in de lucht, waarbij in de lucht werd bijgetankt. In januari 1929 vloog een groep piloten van het US Army Corps onder leiding van Majoor Carl Spaatz een record van 150 uur met de Fokker F.VII Question Mark boven Los Angeles. In een poging om dit record te verbreken, waren Elinor Smith en Bobbi Trout in datzelfde jaar de eerste vrouwen die het lukte om in de lucht bij te tanken. In 1930 vlogen de gebroeders Hunter 553 uur en 40 minuten (ruim 23 dagen) boven Chicago.
Tanken in de lucht was een gevaarlijke bezigheid totdat in 1935 de gebroeders Fred en Al Key een lekvrije koppeling demonstreerden, ontworpen door A.D. Hunter. Zij verbeterden Hunters record met zo'n 100 uren tot 647,5 uur, waardoor ze meer dan 27 dagen in de lucht bleven.

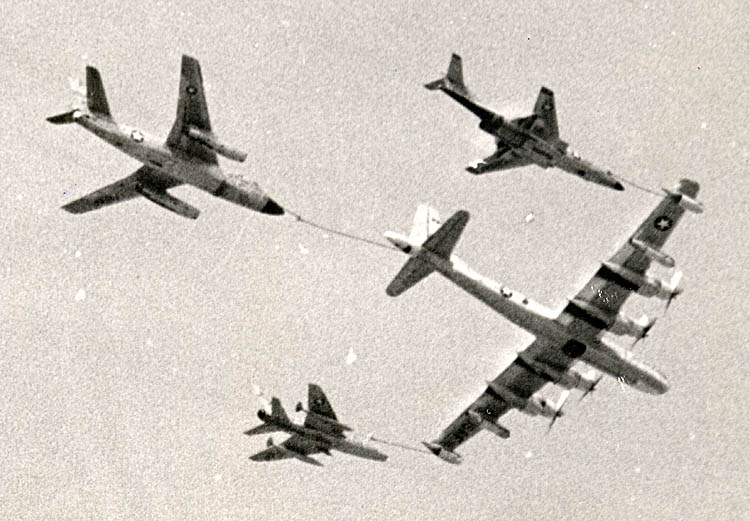
Een Boeing KB-50, met linksom boven een F-101A, B-66 en F-100D (jaren zestig)

In het Verenigd Koninkrijk demonstreerde Alan Cobham de methode met flexibele darm en de zogenaamde drogue. Deze laatste is een soort trechter die het uiteinde van de slang stabiliseert in de luchtstroom en door zijn conische vorm zichzelf centreert rond de inlaat van het ontvangende vliegtuig.
Cobham stichtte in 1934 het Flight Refuelling Ltd. (FRL) en ontwikkelde in 1938 een automatisch systeem om grote vliegtuigen als de vliegboot Short S.23 Empire Cambria vanuit een Armstrong Whitworth AW bij te tanken. Voor trans-Atlantische vluchten werden Handley Page Harrows gebruikt. FRL bestaat nog steeds als onderdeel van Cobham plc.
Het systeem van Hunter wordt tegenwoordig nog altijd gebruikt op toestellen die speciaal ontworpen zijn voor het tanken in de lucht en dit gebeurt bij veel hogere snelheden dan destijds. Tussen 26 februari en 3 maart 1949 vloog de Amerikaanse B-29 Superfortress Lucky Lady non-stop rond de wereld in 94 uren en 1 minuut. Dit was mogelijk door driemaal bij te tanken vanuit vier maal twee KB-29M-tankvliegtuigen. De vlucht begon en eindigde op Carswell Air Force Base in Fort Worth, Texas. Er werd bijgetankt boven West-Afrika, de Grote Oceaan nabij Guam en tussen Hawaï en de westkust van de Verenigde Staten. Deze vlucht bewees dat grote afstanden en natuurlijke hindernissen geen hinderpalen meer waren voor de militaire slagkracht. Elke plaats op aarde was nu bereikbaar dankzij tanken in de lucht.
Eind 1949 vroeg de toenmalige commandant van het Strategic Air Command (SAC), Curtis LeMay, aan Boeing om een nieuw systeem te ontwerpen dat brandstof vlugger kon overtanken. De B-29 Superfortress was de eerste waarop het systeem werd toegepast. Tussen 1950 en 1951 werden 116 B29's ermee uitgerust in de fabriek van Renton in de staat Washington. Zij kregen de registratie KB-29P.
Daarna begon Boeing met de ontwikkeling van de eerste volwaardige tanker. Het werd een variant van de C-97 Stratofreighter en kreeg de aanduiding KC-97 Stratotanker. Hij was uitgerust met vier zuigermotoren en gebruikte dus gewone kerosine. De ingebouwde tanks bevatten echter jetkerosine voor de herbevoorrading. Het gebruik van twee verschillende brandstoffen was omslachtig en er werd daarom al in een vrij vroeg stadium uitgekeken naar een systeem met een en dezelfde brandstof voor zowel het tankvliegtuig als voor de over te tanken brandstof. Het was daarom logisch hier een toestel met straalmotoren voor te kiezen.
Boeing kwam met een toestel gebaseerd op de Boeing 367-80 (Dash-80). Het resultaat was de Boeing 707, militaire registratie KC-135. Er werden er 732 gebouwd.
De Airbus A330 MRTT die Nederland heeft aangeschaft kan 110.000 liter kerosine meenemen, maximaal 267 mensen of tot 45 ton aan vracht. Naast Nederland hebben Noorwegen, Duitsland, Luxemburg en België ook deze toestellen besteld, waarmee het totaal op acht stuks komt. Aan de achterkant komt de boom, de starre tankbuis van 14 meter. Per seconde kan 70 liter kerosine worden overgepompt. Verder komen er twee Air-to-Air Refueling Pods onder de vleugels, van waaruit flexibele slangen komen voor het hose and drogue-tanken.

## Systemen

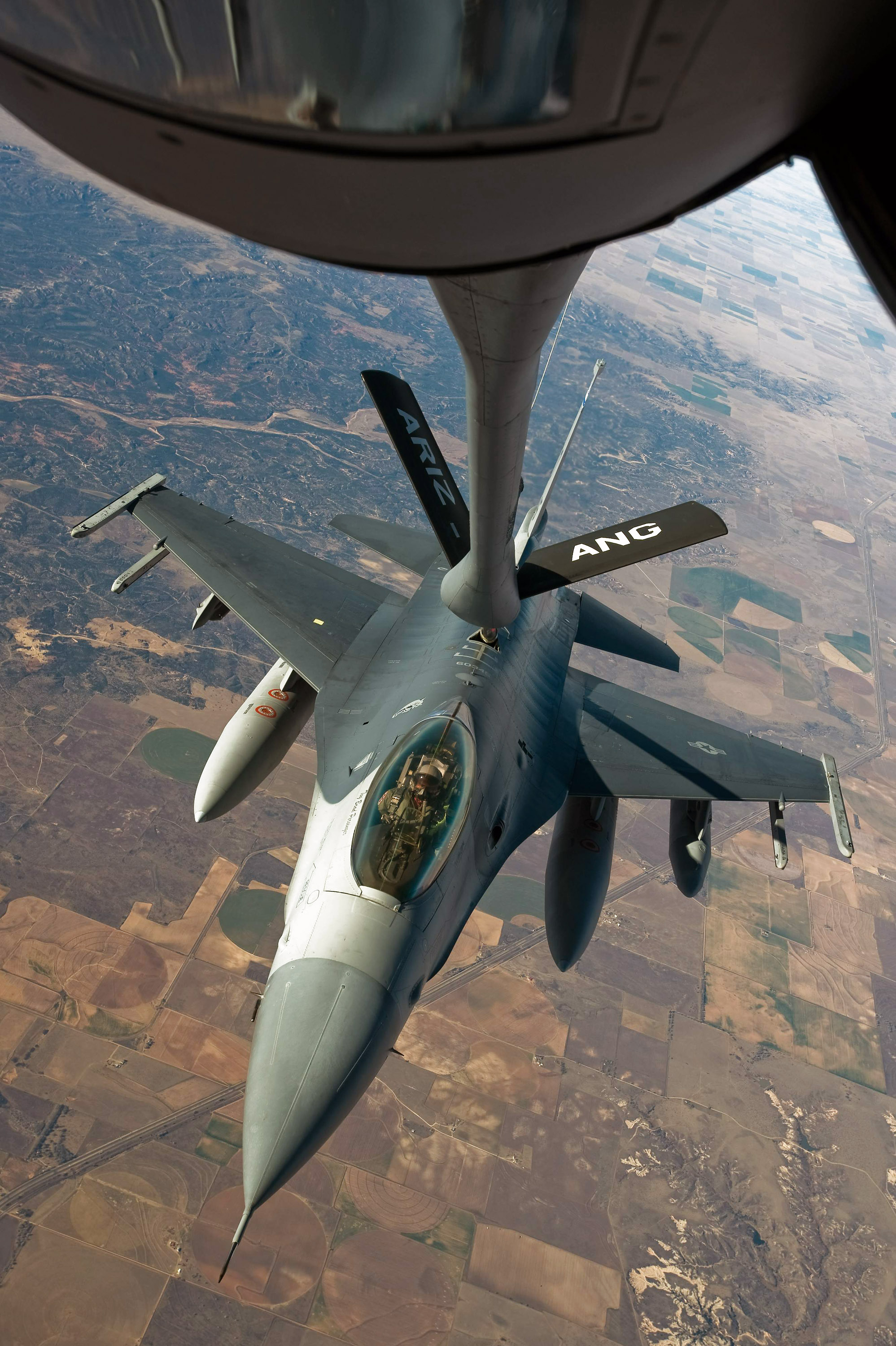
F-16 Fighting Falcon ontvangt brandstof uit een KC-135R

### Vaste koppeling (flying boom)

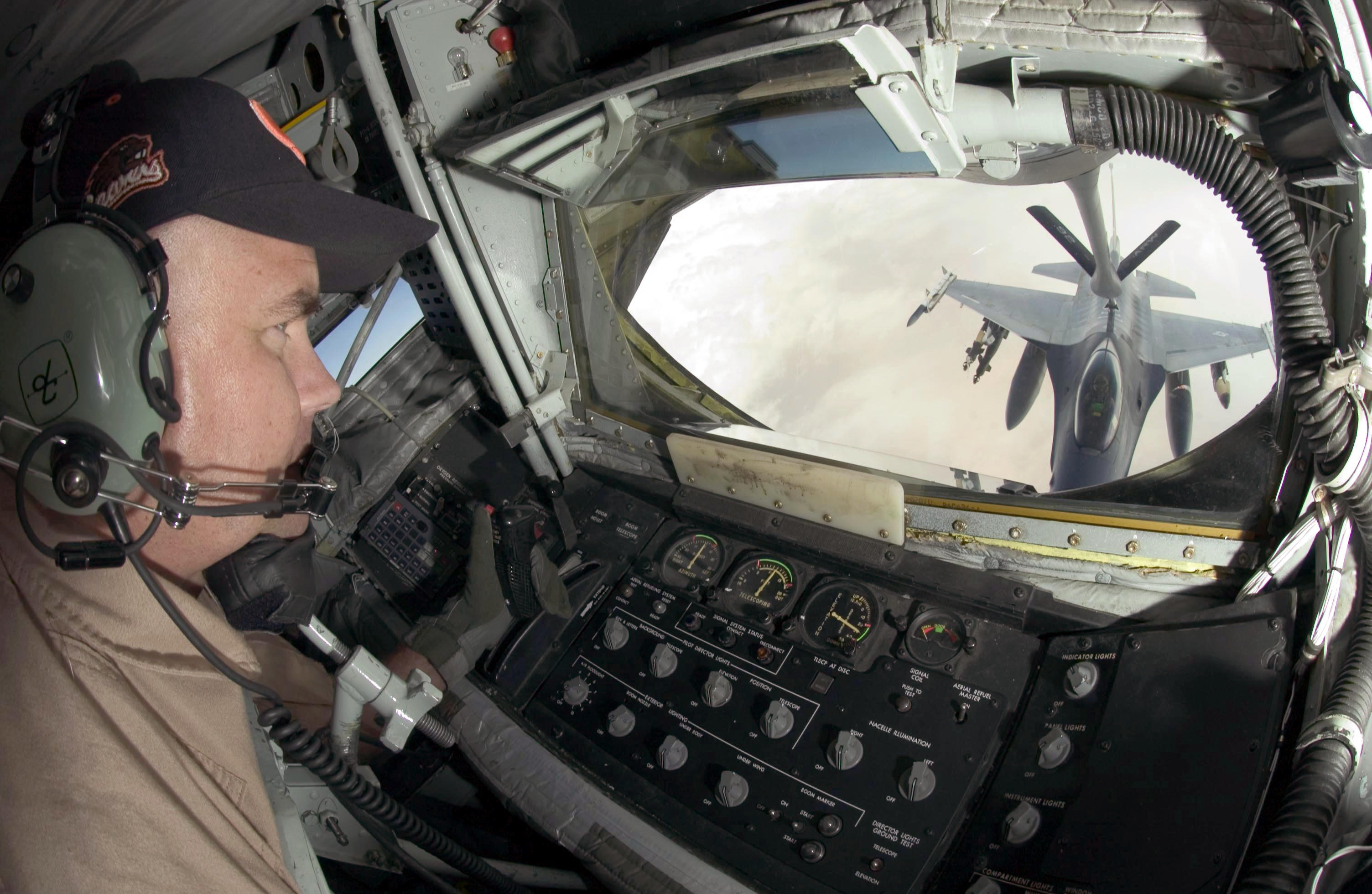
Boom operator in een KC-135R van de USAF

De refuelling-arm (Engels "boom") is een starre, holle buis bevestigd achteraan onder de tanker. Zij kan 25° naar links en naar rechts bewegen en 50° naar beneden. Aan het uiteinde zit een flexibele kogelkoppeling en een klep. De kogel klikt in een systeem van de ontvanger. Deze koppeling vangt de bewegingen op die de twee vliegtuigen ten opzichte van elkaar maken. De arm heeft even boven het uiteinde twee vleugels in V-vorm. Hiermee kan de bediener van de arm (Engels "boom operator") deze bijsturen. De arm wordt hydraulisch in- en uitgetrokken maar laat bewegingen langs de lengteassen van de vliegtuigen toe.
Het te tanken vliegtuig nadert de tanker van achteren en van beneden. Zodra het binnen bereik van de arm is, stuurt de boom operator het uiteinde in de vulopening van het ontvangende vliegtuig. Bij de KC-135 ligt de boom operator op zijn buik achter in het toestel.
De piloot van het ontvangende vliegtuig krijgt aanwijzingen over zijn positie ten opzichte van de tanker door middel van lichten onderaan de tanker. Hij moet binnen een bepaalde denkbeeldige kubus (de air refueling envelope) achter de arm blijven. De boom operator heeft ook een aanduiding van de positie van de arm. Indien de limiet van de wendbaarheid van de arm bereikt wordt zorgt hij ervoor dat de koppeling verbroken wordt.
Het grote voordeel van het systeem ten opzichte van een starre buis is het grotere volume aan brandstof dat per tijdseenheid kan overgepompt worden: 3785 liter per minuut voor de KC-135. Hierdoor kan de tijdsduur van de tankbeurt aanzienlijk ingekort worden. Gezien de kleine afstand tussen de twee vliegtuigen blijft de operatie risicovol. Een ander nadeel is dat deze manier van bijtanken kostbaar is. Alleen al de opleiding van de boomoperator kostte in de jaren negentig bijna een miljoen euro.
Vliegtuigen uit de volgende landen kunnen ook in de lucht bijtanken met de flying boom:
- Nederland:
  - McDonnell Douglas KDC-10 Extender (tot 1 mei 2020)
  - Airbus A330 MRTT (na 1 mei 2020)[7]
- Israël: aangepaste Boeing 707
- Italië: Boeing 767
- Japan: Boeing 767
- Turkije: ex USAF KC-135R

Het Europees lucht- en ruimtevaartconsortium EADS ontwikkelde eveneens een boom, het fly-by-wire-systeem. Dit systeem is compatibel met bestaande systemen en wordt geïnstalleerd op Airbus-vliegtuigen. In maart 2008 won EADS de concurrentiestrijd van Boeing voor een grote opdracht van de Amerikaanse luchtmacht van 179 tankvliegtuigen voor de vervanging van de 500 oude KC-135-toestellen. Het verloor die opdracht echter opnieuw na protest van Boeing dat na een nieuw aanbesteding de opdracht binnenhaalde.

### Flexibele koppeling

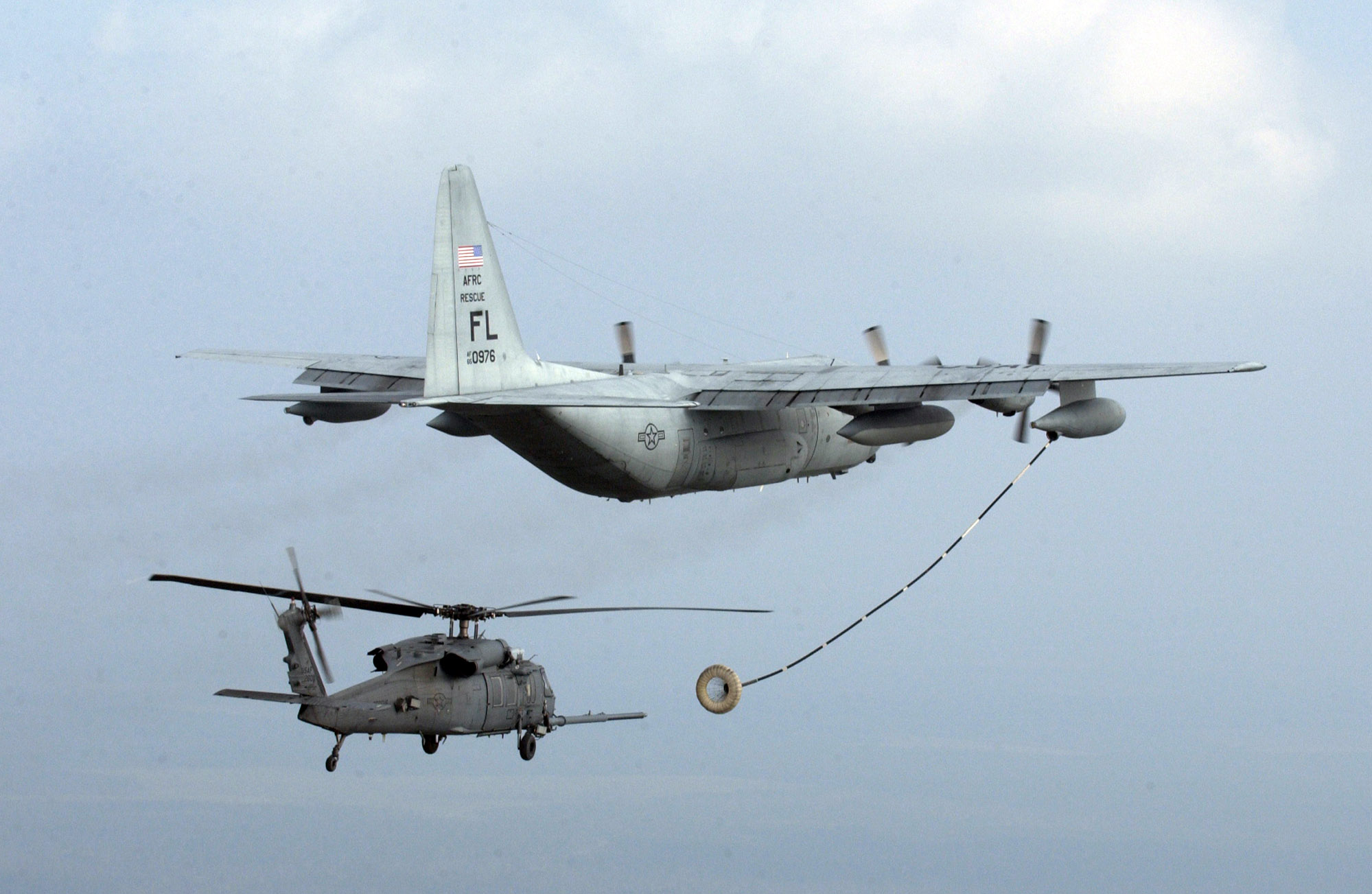
Een HH-60 helikopter tankt bij uit een HC-130

Het systeem van de flexibele koppeling (hose and drogue) is eenvoudiger dan de flying boom van Boeing en wordt door veel andere luchtmachten gebruikt. Ook de Amerikaanse Navy en het Marine Corps gebruiken het.
Door de lagere druk en kleinere diameter van de slang verloopt het tanken trager dan bij de flying boom, maar doordat de vliegtuigen kleiner zijn waarop dit systeem wordt toegepast is dat niet onmiddellijk een probleem.
Het systeem bestaat uit een slang met aan het uiteinde een constructie die doet denken aan de shuttle van het badmintonspel. Die heeft hetzelfde doel, namelijk een stabilisatie-effect opwekken om de slang quasi stil in de lucht te hangen zodat het ontvangende vliegtuig zijn koppelingsmechanisme er gemakkelijk in kan laten glijden. Het principe is NAVO-gestandaardiseerd en werd ontworpen door Flight Refueling Ltd. De koppeling is zodanig ontworpen dat zij bij grote zijdelingse of verticale bewegingen losschiet zonder verdere schade aan te richten. In tegenstelling tot de vaste koppeling is het hier de ontvangende piloot die zijn toestel in de koppeling moet sturen.

## Naslagwerk
- (en)   Richard K. Smith Seventy-Five Years of Inflight Refueling (1923 -1998)